# Yamamoto Kansuke

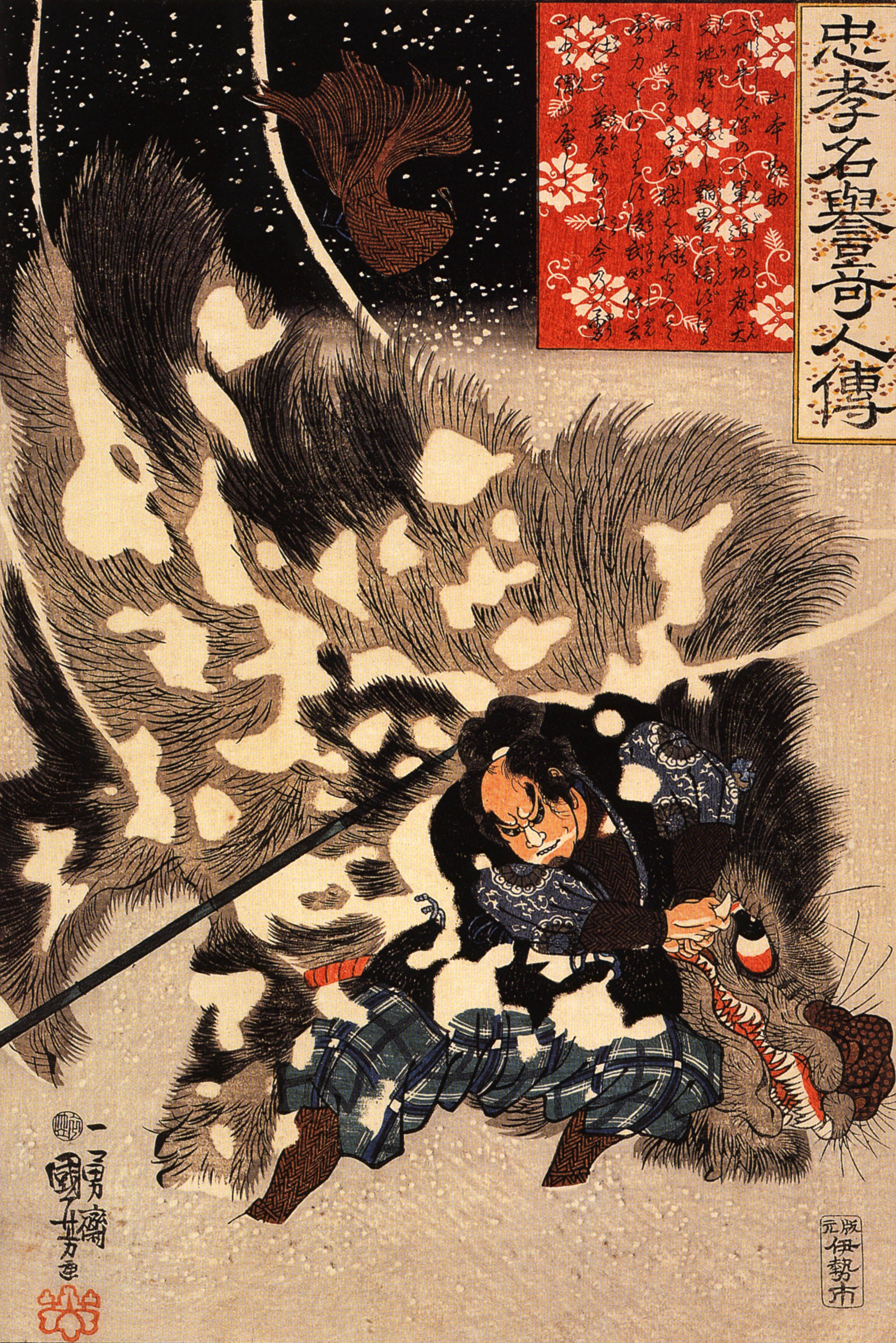
Yamamoto Kansuke vecht met een gigantisch wild zwijn, prent van Utagawa Kuniyoshi.

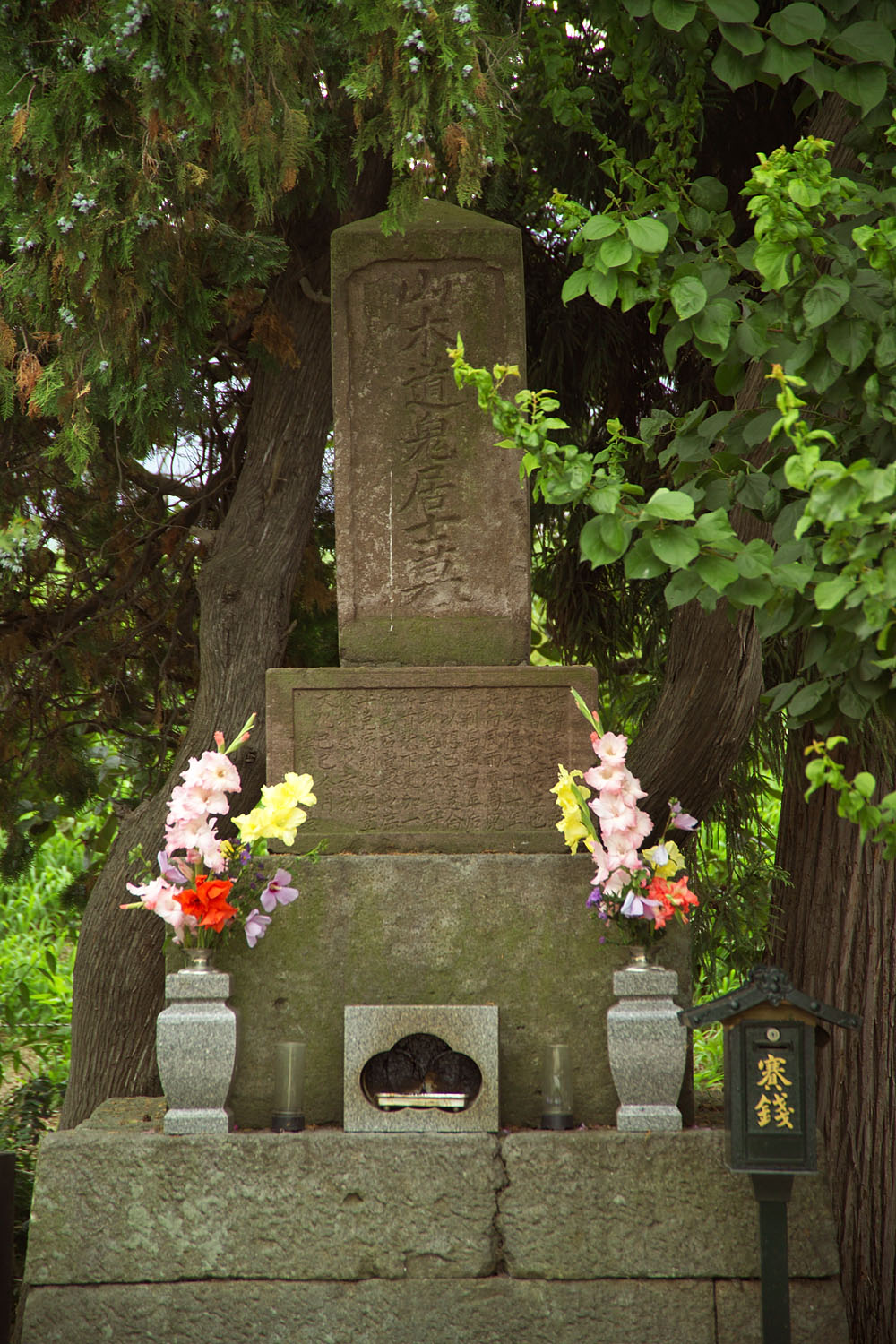
Graf van Kansuke, dicht bij de locatie van de slag bij Kawanakajima, Nagano

Yamamoto Kansuke (Japans: 山本勘助) (1501 - 18 oktober 1561) was een samoerai uit de late Sengoku-periode. Hij verwierf faam als een van de Vierentwintig generaals van Takeda Shingen. Hij was ook wel bekend onder zijn formele naam, Haruyuki (晴幸). Hij was een briljant strateeg en is vooral bekend geworden voor zijn plannen die zouden leiden tot een overwinning voor de Takeda-clan in de vierde slag bij Kawanakajima tegen Uesugi Kenshin. Kansuke zou echter nooit het succes van zijn plan zien; denkend te hebben gefaald stortte hij zich frontaal in de vijandelijke rangen, en stierf in de slag.

## Biografie
Er is niet veel bekend over de jeugd van Kansuke. Hij zou uit het dorp Ushikubo komen in de provincie Mikawa, dat toen onder het beheer viel van de Imagawa-clan. In 1543 kwam hij naar de provincie Kai waar hij Takeda Shingen zou gaan dienen. Hij kreeg een positie als infanteriecommandant (ashigaru-taisho 足軽大将). Volgens legendes zou Kansuke blind zijn geweest aan een oog en lam, maar toch een groot krijger. In meerdere kunstwerken wordt hij afgebeeld met een naginata, waarop hij kon steunen vanwege zijn zwakke been. Kansuke zou de dochter van Suwa Yorishige naar Shingen hebben gebracht als concubine.
Hij leidde de tang-beweging in de vierde slag bij Kawanakajima. Hij dacht echter te hebben gefaald en stormde vervolgens frontaal de vijandelijke rangen in. Hij werd bij deze aanval gedood samen met twee van zijn vazallen, Osaragi Shozaemon (大仏庄左衛門) en Isahaya Sagoro (諫早佐五郎). Ook de adoptiefzoon van Kansuke, Yamamoto Kanzo Nobutomo, werd in de slag bij Kawanakajima gedood.
Kansuke was een voorouder van Yamamoto Yaeko van Aizu, een bekende vrouwelijke krijger uit het Tokugawa-shogunaat.
De Heiho Ogisho (兵法奥義書), een werk over strategie en tactiek wordt toegeschreven aan Kansuke, en is opgenomen in de Koyo Gunkan, het familiearchief van de Takeda-clan. In dit werk concentreert hij zich vooral op de strategie van de individuele krijger.

## Verder lezen
- Emiya Takayuki 江宮隆之 (2006). Yamamoto Kansuke to wa nanimono ka: Shingen ni chōyō sareta riyū 山本勘助とは何者か: 信玄に重用された理由. Tokyo: Shōdensha 祥伝社.
- Ueno Haruo 上野晴朗 (1985). Yamamoto Kansuke 山本勘助. Tokio: Shin Jinbutsu Ōraisha 新人物往来社.
- Watanabe Katsumasa 渡辺勝正 (1988). Takeda gunshi Yamamoto Kansuke no nazo 武田軍師山本勘介の謎. Tokio: Shin Jinbutsu Ōraisha 新人物往来社.